# Медичний коледж Маулани Азада
Медичний коледж Маулани Азада (англ. Maulana Azad Medical College, MAMC) — медичний коледж в Делі, Індія, названий на честь Маулани Абула Калама Азада. Коледж є одним з найкращих медичних навчальних закладів країни та має подвійне підпорядкування, до уряду Делі та центрального уряду, екзамени ж проводяться спільно з Делійським університетом. До коледжу відноситься п'ять лікарень, загальною місткістю у 2400 ліжок, що розраховані на обслуговування 2 млн населення.
1. 1 2  http://aishe.nic.in